# Oosterdok

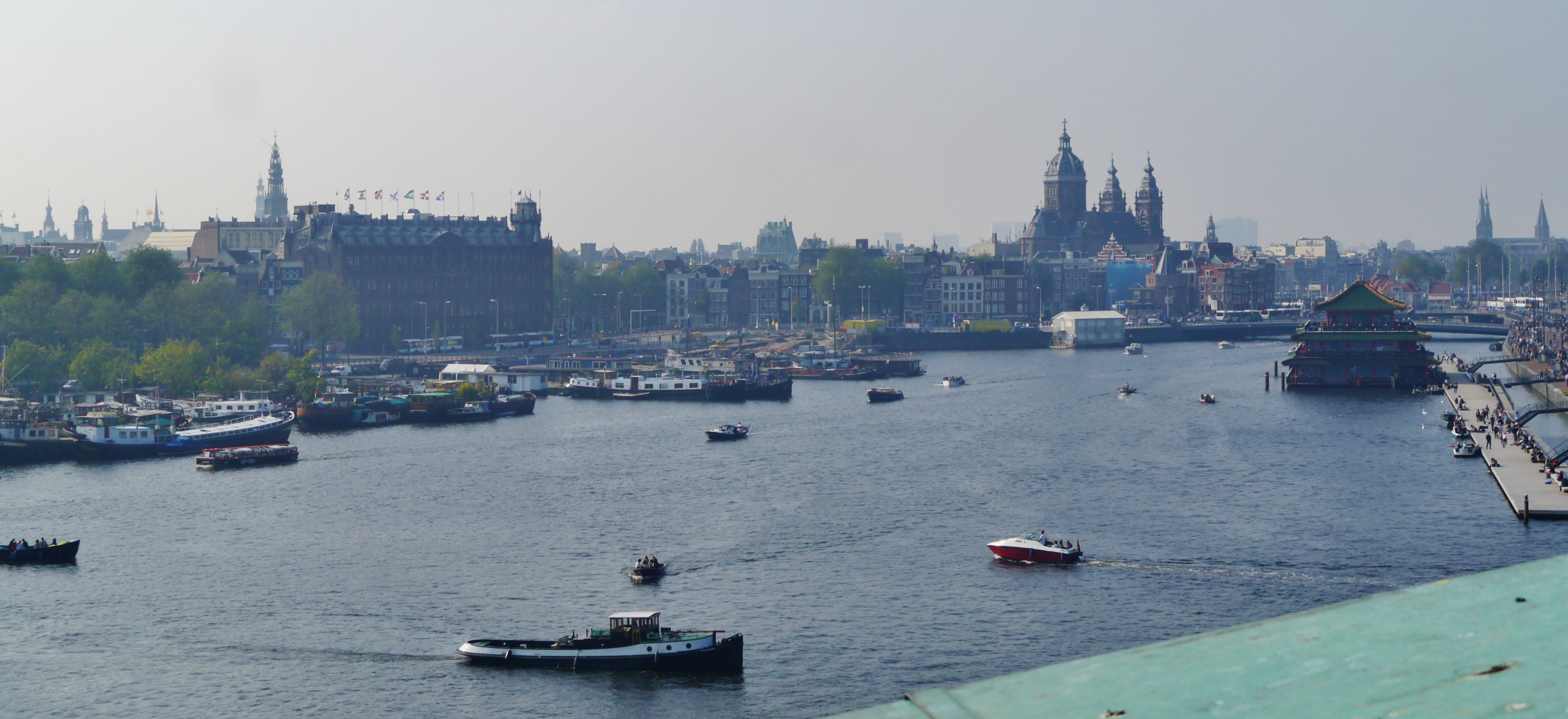
Blick vom NEMO auf das Oosterdok

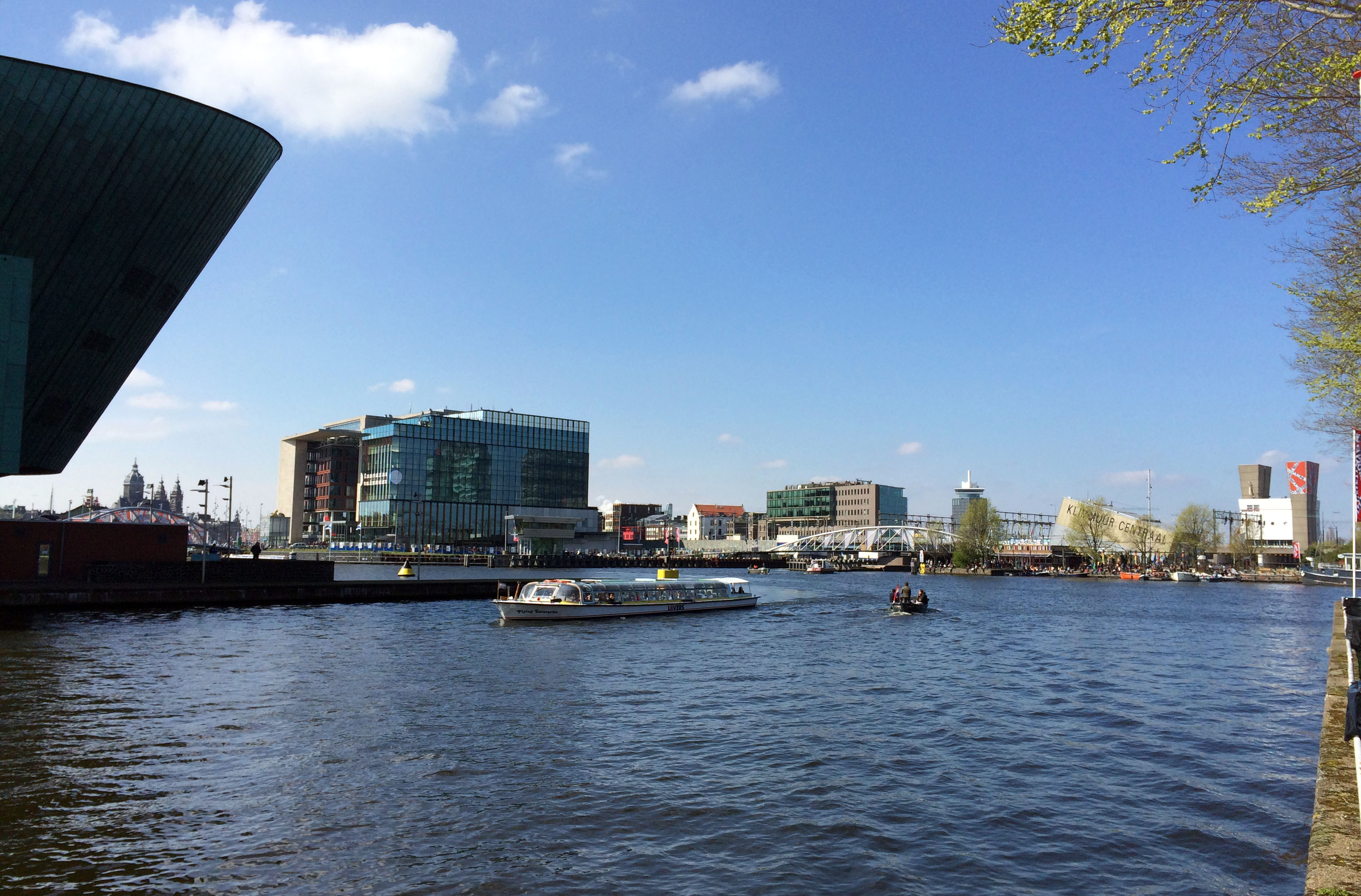
Oosterdok und Oosterdokseiland, gesehen vom Marineterrein. (v. l. n. r.) NEMO, Öffentliche Bibliothek Amsterdam (OBA), Conservatorium und die Oosterdoksdraaibrug

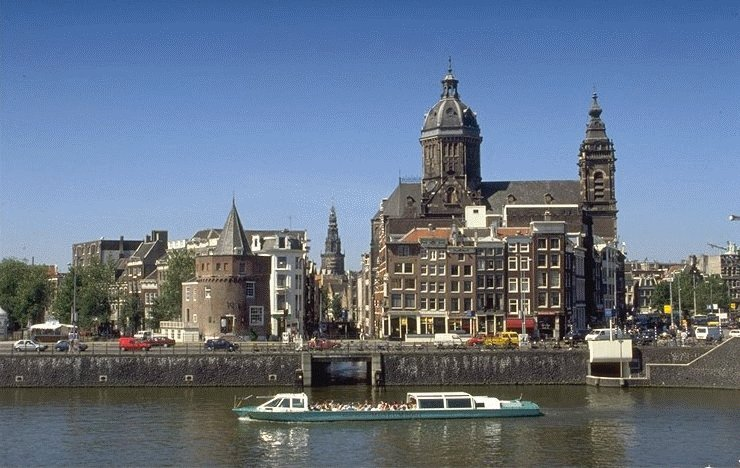
Der Schreierstoren, die Türme der Oude Kerk und Basilika St. Nikolaus, gesehen vom Oosterdok aus

Der Oosterdok (übersetzt etwa „östliches Hafenbecken“) ist ein Gewässer in Amsterdam. Es entstand 1832, als ein Teil des IJ abgetrennt wurde, wodurch der Tidenhub des damals noch zur Zuiderzee offenen IJ für anlegende Schiffe beseitigt wurde. Das angelegte Dock vereinfachte die Löschung der Ladung erheblich und schützte die Schiffe auch vor gezeitenbedingter Grundberührung.

## Vorgeschichte
Im mittelalterlichen Hafen von Amsterdam konnten kleinere Schiffe an einer Reihe miteinander verbundener Anlegestellen, De Laag genannt, festmachen. Größere Schiffe ankerten in geringer Entfernung. Unmittelbar an die Stadt schlossen sich Binnenhäfen an, die jedoch von den Gezeiten beeinflusst wurden. Größere Schiffe legten daher nicht an einem Kai an, um zu entladen, sondern luden ihre Waren auf Boote um, die sie über die zahlreichen Grachten in die Stadt brachten.

Oosterdok, 1841

Die Zufahrt zum Amsterdamer Hafen litt jedoch unter der Verschlammung des Grundes. Das zunächst größere Problem waren die Untiefen von Pampus in der Zuiderzee. Nach der Franzosenzeit versuchte König Wilhelm I. der Niederlande, die niederländische Wirtschaft durch den Ausbau von Land- und Wasserwegen wiederzubeleben Einer dieser Kanäle ist der Nordhollandkanal, der zwischen 1820 und 1824 von Amsterdam nach Nieuwediep (Den Helder) gegraben wurde.
Der Amsterdamer Hafen wurde indes immer weiter ungeeigneter für große Schiffe. Auch beim Ankern erlitten die Schiffe Schäden. Dies wurde dadurch verursacht, dass Bug und Heck bei Ebbe und Wellengang in den weichen Schlick unter dem Kiel einsanken. Die Mitte des Schiffes drang weniger tief in den Untergrund ein und erzeugte so einen Druck auf die Mitte des Schiffs. Dies führte in der hölzernen Konstruktion zu dem so genannten Katterug (Katzenbuckel). Auch der Schiffsboden verschliss durch die ungleichmäßige Belastung schneller. Diese Beschwerlichkeiten der Hafennutzung führten dazu, dass die Schiffe immer weiter entfernt ankern mussten.
Gegen Ende des 18. Jahrhunderts wurde die Lage immer schwieriger. Der schiffbare Teil des IJ bestand bloß noch aus einem Graben von etwa 400 m Breite und 7–12 m Tiefe. Der „Hafen“ von Amsterdam war eigentlich nur noch eine Schlammbank mit einer Tiefe von gerade etwas mehr als einem Meter südlich eines schiffbaren Grabens. Nur kleine Schiffe konnten den Hafen noch nutzen. Andere Schiffe mussten in großer Entfernung entladen werden. Bei einer Nipptide mit starkem Süd- oder Südwestwind fiel der Hafen sogar völlig trocken.
Einige erwogen, die Schiffe wieder, wie in den Jahrhunderten zuvor, im Zentrum der Stadt, am Damrak, ankern zu lassen. Nachdem andere Versuche das Problem durch Ausbaggern zu lösen gescheitert waren, wandten man sich an die Wissenschaft. 1775 schlug Jan van Houweningen vor, dem IJ ein regelmäßigeres Profil zu geben, so dass die Strömung zunahm, anstatt durch die vielen Hafenbauwerke gebremst zu werden. Diese Idee wurde jedoch nicht umgesetzt.
Im Jahr 1805 lobte die Koninklijke Hollandsche Maatschappij der Wetenschappen eine doppelte Goldmedaille für einen Wettbewerb zur Lösung des Problems aus. Der Wettbewerbsteilnehmer solle die Ursachen für die Verschlammung des Amsterdamer Hafens finden und eine Lösung für dieses Problem vorschlagen. Jan Blanken, der Ingenieur, der später den Nordhollandkanal entwarf, gewann den Wettbewerb.

## Pläne für einen Dockhafen
Die Idee von Blanken war recht originell. Anstatt zu versuchen, die Strömung näher an die Stadt heranzuführen, schlug er vor, die Stadt näher an die Strömung heranzuführen. Seine Idee war auf der Südseite des IJ, nördlich der Laag, einen Damm zu errichten. Dadurch würde vor der Stadt ein einziger großer Dockhafen entstehen. Der Plan stand kurz vor seiner Umsetzung, als das französische Kaiserreich 1813 fiel.
Nach der Wiedererlangung der nationalen Unabhängigkeit wurde der Plan der Stadt 1818 erneut vorgeschlagen. Die Stadt zog es jedoch vor, zunächst fünf Jahre lang einen großen kostspieligen Ausbaggerungsversuch zu unternehmen. Bis 1828 dann klar wurde, dass die Ausbaggerung keinen dauerhaften Erfolg zeitigen würde.
Für den Bau des Amsterdamer Dockhafens gab es zwei Gründe. Der Erste war der traditionelle Grund für den Bau eines solchen Docks, d. h. einen sicheren und tiefen Liegeplatz zu bieten, indem der Pegel innerhalb dieses Hafenbeckens nicht von der Tide beeinflusst werden konnte. Auf diese Weise könnten auch große Schiffe direkt an einem Kai entladen werden, was jedoch im Oosterdok wahrscheinlich nicht geschah. Dennoch würde ein Dock das Umladen erleichtern, da das Wasser ruhiger wäre und das Umladen kaum unterbrochen werden würde. Dies würde die Wettbewerbsposition von Amsterdam weiter stärken. Allerdings war für Amsterdam war jener traditionelle Grund nicht so wichtig. Das Fehlen eines tiefen Hafens wurde durch Verschlammung verursacht, nicht durch den Tidenhub. In Amsterdam würde der Bau eines geschlossenen Hafenbeckens nur zur Aufrechterhaltung des Hochwassers, nicht zu einem tiefen Hafen führen.
Es wird deutlich, dass der Hauptgrund für den Bau der Amsterdamer Oosterdoks darin bestand, dass ein hier angelegter Deich der sehr unregelmäßigen Uferlinie Amsterdams am IJ ein Ende setzen und somit – zusammen mit der zeitgleich entstandenen, ähnlichen Anlage des Westerdok –  durch die schnellere Strömung das Sediment aus dem Hafen fernhalten würde. Man war sich einig, dass die vielen Kanäle, die in die IJ mündeten, die vielen Anlegestellen, De Laag, und die vielen vor Anker liegenden Schiffe für die rasche Ansammlung von Sedimenten vor der Stadt verantwortlich waren. Man hoffte, dass die Deiche der Docks das Sediment zurück in die Zuiderzee fließen lassen würden. Die zwischen den Docks einfließenden Wassermengen der Amstel würde dies unterstützen.

## Entscheidung zum Bau
Die Amsterdamer Stadtführung widersetzte sich zunächst den geänderten Plänen für das Dock. Man begann stattdessen lieber damit den Goudriaankanaal in Angriff zu nehmen. Dieser wurde von 1826 bis 1828 gegraben, um die Untiefen von Pampus zu umgehen, jedoch aufgrund ausufernder Kosten und neuen Problemen bei der Bewältigung der Untiefen bei der Insel Marken, nie fertiggestellt.
Schließlich gab die Stadt ihren Widerstand auf, da der Goudriaan-Plan auch die Schließung des IJ auf der Zuiderzee-Seite vorsah. Die Stadtverwaltung schlug dem König daraufhin vor, stattdessen den Plan für die Hafenbecken auszuführen. Am 10. März 1828 stimmte der König zu, stoppte den Goudriaan-Plan und beauftragte Amsterdam, eine überarbeitete Version von Blankens Plan von 1808 für die Docks auszuführen. Die nationale Regierung würde ein Darlehen zur Deckung der Kosten gewähren.

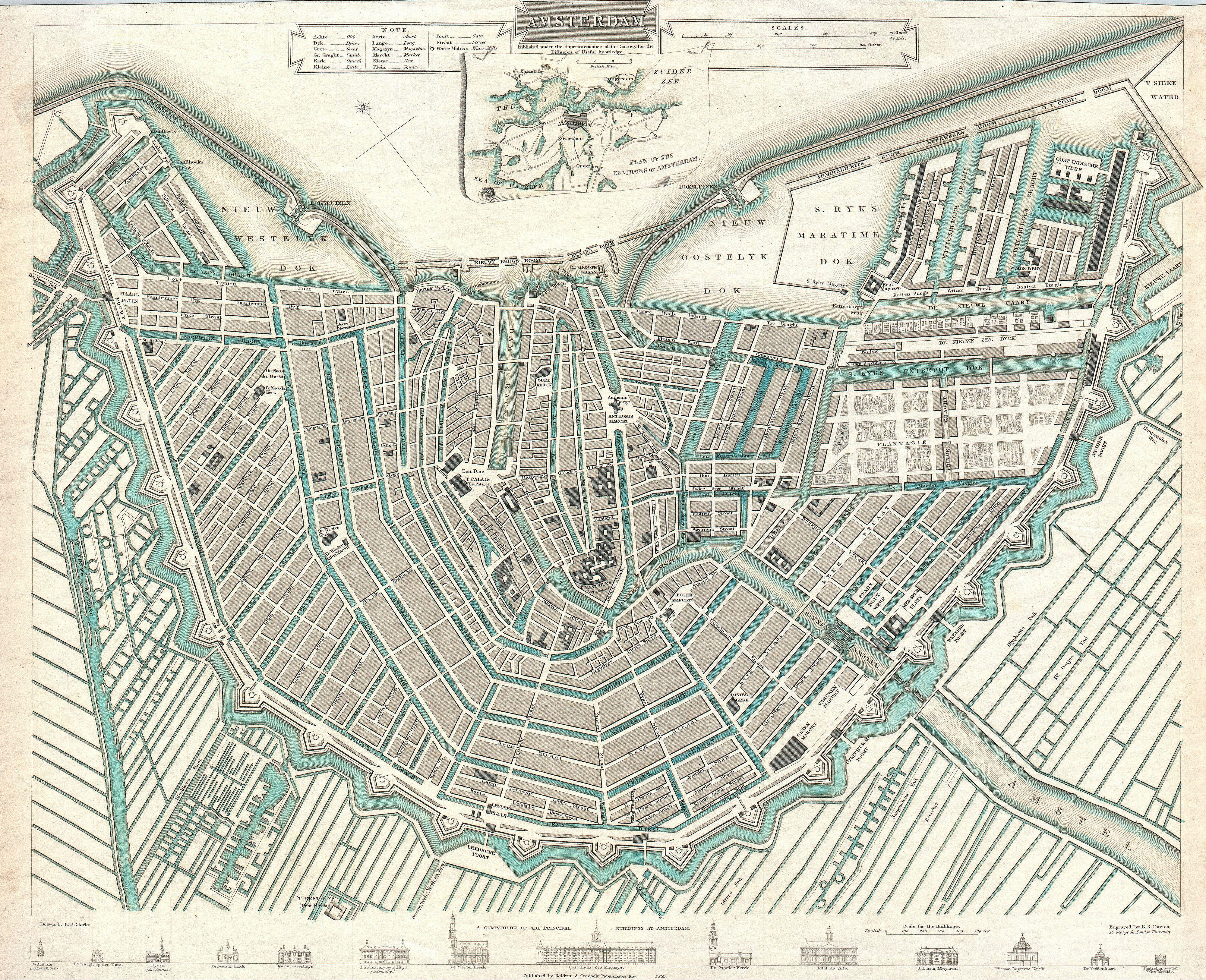
Stadtplan von Amsterdam, 1835, mit dem kurz zuvor fertiggestelltem Ooster- und Westerdok

## Bau des Oosterdok
Der Bau des Oosterdoks begann im Mai 1828. Unter der Leitung von C.W.M. Klijn, dem Direktor des städtischen Wasserbauamtes (Stads Waterwerken) wurde zunächst ein 4.194 m langer Deich durch die IJ von ihrem westlichen Ende bei der Kraansluis (dem Beginn der Waalseilandsgracht) bis zum Diemerdijk bei Zeeburg im Osten gebaut.
Der Deich verlief nördlich der alten Anlegestellen Admiraliteits Boom, Keerweeers Boom, O.I. Compagnie Boom, die nun innerhalb des Oosterdoks lagen. Der Deich umschloss ebenso die im 1650 künstlich angelegten Oostelijke Eilanden, namentlich Kattenburgh, Wittenburgh und Oostenburgh, die nördlich eines älteren Deichs lagen, der noch Nieuwe Zeedijk (neuer Seedeich) genannt wurde. Das westliche Ende dieses Deichs war der Oosterdam. Die Oosterdoksluis (Oosterdokschleuse) sollte den Zugang zum Oosterdok vom IJ aus ermöglichen. Die Fundamentarbeiten für die Schleuse begannen bereits vor der Grundsteinlegung am 11. Juni 1830 durch Prinz Willem, den späteren König Wilhelm III. Es handelte sich um eine Doppelschleuse, wobei die kleine Schleuse früher fertiggestellt wurde. Die große Schleuse für Hochseeschiffe wurde 1832 mit feierlicher Zeremonie eröffnet.

## Die Bedeutung des Oosterdok
Das Marine Etablissement Amsterdam mit dem markanten Gebäude ’s Lands Zeemagazijn, dem heutigen Het Scheepvaartmuseum, nahm etwa die Hälfte der Insel Kattenburgh ein. Der ehemalige Militärstützpunkt wird heute nur noch in wenigen Teilen immer noch militärisch genutzt. Während der französischen Besatzungszeit verlor die Insel als Marinestützpunkt jedoch an Bedeutung, während sie als Standort der Rijkswerf Amsterdam an Bedeutung gewann. Die Rijkswerf war von 1847 bis zu ihrer Schließung 1915 die wichtigste Werft für den Bau niederländischer Kriegsschiffe. Das Gelände wurde danach wieder als Marinestützpunkt weitergeführt.
Auf der Insel Oostenburgh befand sich einer der beiden Hauptsitze der Niederländische Ostindien-Kompanie (der Zweite war in Middelburg). Das dazugehörige gigantische Lagerhaus Oost-Indisch Zeemagazijn war im April 1822 zusammengebrochen. Das Gelände wurde bald darauf von den Industriellen  Van Vlissingen und Dudok van Heel erworben, die die Maschinenfabrik „Koninklijke Fabriek van Stoom- en andere werktuigen Paul van Vlissingen & Dudok van Heel“ dort errichteten und zum größten privaten Unternehmen von Amsterdam aufstiegen.  Bis Mitte des 19. Jahrhunderts wuchs die Fabrik zu einem der größten Maschinenbauunternehmen der Niederlande mit etwa 1000 Arbeitern heran. Hergestellt wurden Dampfmaschinen und -kessel für Lokomotiven und die Industrie, beispielsweise Zuckerfabriken. Ab 1929 unter dem Namen Werkspoor weitergeführt.
Die Schiffbauaktivitäten von Van Vlissingen wurden 1894 von der Nederlandse Scheepsbouw Maatschappij wieder aufgenommen, die bis Mitte der 1920er Jahre in der Conradstraat tätig war (später siedelte die Werft auf die nördliche Seite des IJ). An der Kattenburgervaart und der Nieuwe Vaart gab es weitere Werften.
Der nordöstliche Teil des Hafenbeckens ist unter dem Namen Dijksgracht bekannt. Hier eröffnete die Reederij der Drijvende Droogdokken (Gesellschaft für schwimmende Trockendocks) im Jahr 1842 das erste hölzerne Trockendock von Amsterdam. Dies war eine wichtige Einrichtung für die Wartung modernerer Schiffe, insbesondere solcher mit Kupferummantelung. Bald kamen zwei weitere hölzerne Trockendocks hinzu. Heute sind diese durch Brücken und aufgeschüttete Straßenverbindungen zusammengewachsenen Inseln Wohnviertel.
An der Südseite des Oosterdoks befand sich die Rapenburgerschutsluis (Rapenburger Schleuse). Sie ermöglichte den Zugang zum Entrepotdok, einem großen geschlossenen Komplex von Lagerhäusern. Die ältesten dieser Lagerhäuser stammten aus dem Jahr 1708, jedoch als der Komplex im April 1827 als nationales Lagerstätte für Transitgüter („Algemeen Rijksentrepot“) ausgewiesen wurde, wurden weitere Gebäude errichtet. Das nahe gelegene Entrepotdok trug zur Attraktivität des Oosterdok bei, da Schiffe in diesen Lagerhäusern entladen konnten, ohne Einfuhrzölle zahlen zu müssen. Diese Zölle wurden nur erhoben, wenn die Waren später auf den niederländischen Markt gelangten (siehe Freihafen). Im Jahr 1890 wurde östlich des Oosterdok ein neues Transitdock eröffnet. Dieses war mit dem IJ und dem Merwede-Kanal, dem heutigen Nordteil des Amsterdam-Rhein-Kanals, verbunden.

## Eisenbahnen
Das im westlichen Teil befindliche Oosterdokseiland entstand, als beschlossen wurde, den künftigen Bahnhof Amsterdam Centraal auf einer Insel im IJ zwischen Westerdok und Oosterdok zu errichten. Im Jahr 1869 stimmte der Gemeinderat von Amsterdam diesem Standort zu, was zur Aufschüttung und Bau des Oosterdokseilandes führte. Der größte Teil wurde auf der Außenseite des Oosterdok umgebenden Deichs gebaut, aber ein bedeutender Teil wurde auch innerhalb des Hafens errichtet. 1874 wurde die Bahnstrecke Amsterdam–Zutphen (Oosterspoorweg) eröffnet, die am provisorischen Bahnhof Oosterdok auf dem Oosterdokseiland begann. In gleichen Sitzung, in der der Hauptbahnhof für den Personenverkehr beschlossen wurde, einigte sich der Stadtrat auch auf einen zentralen Bahnhof für Fracht und Kohle. Dieser sollte östlich des Oosterdok in den Stads Rietlanden errichtet werden, was für den Oosterdok nicht gut wäre. Deshalb schlug der Amsterdamer Rat auch eine Verbindung zwischen der Nieuwe Vaart und dem neuen Hafen im Osten vor.

## Der Nordseekanal (1876)
Der Nordseekanal, der 1876 eröffnet wurde, führte zum Bedeutungsverlust des Oosterdoks. Der neue Kanal erlaubte die Schließung des IJ an seiner Ostseite. Im Hinblick auf die Gezeiten erhielt das gesamte IJ dadurch die gleichen Eigenschaften eines gezeitenfreien Hafens. Damit hatten die alten Dockhäfen gegenüber dem IJ keinen so entscheidenden Vorteil mehr, was das Entladen an einem Kai betraf. Im Gegenteil, nun rückte die Beschwerlichkeit, dass die Schiffe die Klappbrücken der Bahnlinie durchqueren mussten, um in die Dockhäfen zu gelangen, in den Vordergrund. Der Eisenbahnverkehr nahm bald so stark zu, dass die Schiffe bis zum späten Abend warten mussten, um ins Oosterdok zu gelangen.
Ein weiterer Effekt des Nordseekanals war, dass nun auch Schiffe mit größerem Tiefgang Amsterdam erreichen konnten. Der Kanal hatte 1876 eine Tiefe von 6,5 Metern unter NN und in den frühen 1880er Jahren 8,2 m. Die Oosterdok-Schleuse hatte lediglich eine Tiefe von 6,3 m unter NN. Die SS Willem III, das erste Schiff der Stoomvaart Maatschappij „Nederland“, hatte einen Tiefgang von 6,7 m. Daher konnten die neuen dampfgetriebenen Ozeanriesen, die den Handel mit Ostindien von den Segelschiffen übernehmen sollten, nicht in Oosterdok entladen werden.
Die nächste Phase in der Entwicklung des Amsterdamer Hafens war die Oostelijke Handelskade, ein Kai, der auf der Nordseite des Oosterdokdeichs angelegt wurde. Dieser war von Anfang an für große Schiffe gedacht, die direkt am Kai anlegen sollten. Am Kai konnten moderne (dampfbetriebene oder hydraulische) Kräne das Schiff schnell und ohne Umladen in die Lagerhallen entladen. Später konnte die Ladung dann auf einen Zug, einen Waggon oder auf kleinere Schiffe umgeladen werden. Dieses Verfahren, bei dem zunächst in ein Lagerhaus entladen und dann auf ein anderes Transportmittel umgeladen wurde, war aufgrund der geringen Kosten für das (dampfgetriebene) Entladen von Vorteil. So konnte ein Schiff schnell wieder auf den Weg gebracht werden.

## Die 1960er Jahre
In den 1960er Jahren wurde der IJtunnel gebaut. Dessen Zufahrt erstreckt sich über etwa zwei Drittel der Breite des Oosterdoks und teilt es somit in zwei Hälften. Durch den Bau des IJtunnels wurde auch das Erscheinungsbild des Oosterdoks stark beeinträchtigt. Ein Teil des Marinestützpunkts und des Marinedocks mussten hierfür weichen, auch das „Het Paleis“, das Wohnhaus für die Marineoffiziere. Etwa zur gleichen Zeit machte der große Rangierbahnhof am Oosterdokseiland Platz für ein regionales Hauptpostamt.

## Oosterdoksdam
In den 1960er Jahren wurde ein Teil des Oosterdok aufgeschüttet und damit östlich der Kamperbrug und nördlich der Prins Hendrikkade gelegen, nahe des Wasserbiveaus, Platz für einen Parkplatz, insbesondere für Reisebusse, geschaffen. Während des Baus der Ostlinie der Metro wurde ein weiterer Teil des Oosterdok in Richtung Oosterdokseiland aufgeschüttet und damit ein neuer Oosterdokdamm geschaffen. Hierauf wurde eine Straße zu der Insel angelegt, um die Kamperbrug zu entlasten. Nach der Fertigstellung der Oostlijn wurde ein Teil des Oosterdokdamms wieder abgetragen, aber der Parkplatz und die Straße zwischen Oosterdokseiland und Prins Hendrikkade blieben erhalten. Bereits bei der ursprünglichen Stadtplanung von 2002 war davon die Rede, den Oosterdoksdamm nach der Fertigstellung der Ode-Brücke abzureißen und die tief liegenden Parkplätze auf dem Oosterdokseiland auf das übrige Straßenniveau aufzuschütten. Am 21. August 2014 teilte die Gemeinde mit, dass sie den Damm tatsächlich abreißen wolle: Dies würde „die zusätzliche Qualität des Wassers zum Vorschein bringen und der Insel ein 'schöneres' Aussehen verleihen“. In derselben Ankündigung wurde auch darauf hingewiesen, dass die Busparkplätze nun ganz verschwinden sollten.

## Weitere Anlagen
Im Jahr 1997 wurde auf den Fundamenten des IJtunnels das Science Center NEMO errichtet. An der westlichen Seite der Tunneleinfahrt ankern heute etliche kleine Hotelschiffe.
Ein großer Teil dieses ehemaligen Hauptsitzes der PTT, mit dem Namen „Post CS-Gebouw“, wurde 2005 weitgehend abgerissen. Der Turm, der noch einige Jahre erhalten blieb, beherbergte vorübergehend das Stedelijk Museum, während der Hauptstandort in der Paulus Potterstraat umgebaut wurde. Auch ein namhaftes Restaurant („Club 11“) befand sich bis 2008 im Turm. Im Juli 2007 wurde die neue Öffentliche Bibliothek Amsterdam eröffnet. Das Conservatorium van Amsterdam wurde 2008 eröffnet. Das verbliebene Postgebäude wurde 2010 endgültig abgerissen. Außerdem entstanden ein weiteres chinesisches Geschäftszentrum, Geschäfte, Büros und Wohnhäuser.

## Sehenswürdigkeiten
Neben dem NEMO liegt am Oosterdok auch der Komplex Marine Etablissement Amsterdam mit dem Gebäude ’s Lands Zeemagazijn, in dem sich seit 1973 Het Scheepvaartmuseum befindet. Ein prominenter Bestandteil des Museums ist der außen verankerte Nachbau eines Ostindienfahrers mit dem Namen „Amsterdam“. Außerdem befinden sich die „Vereniging Museumhaven Amsterdam“ und das Architekturzentrum Amsterdam (ARCAM) am Oosterdok.
In Oostenburg befinden sich die Hauptgebäude der ehemaligen Seilerei der Ostindischen Kompanie und der Admiralität („Lijnbaan van de Verenigde Oost-Indische Compagnie und Admiraliteitslijnbaan“). In der Conradstraat steht noch das Tor der ehemaligen Nederlandsche Scheepsbouw Maatschappij.

## Bilder

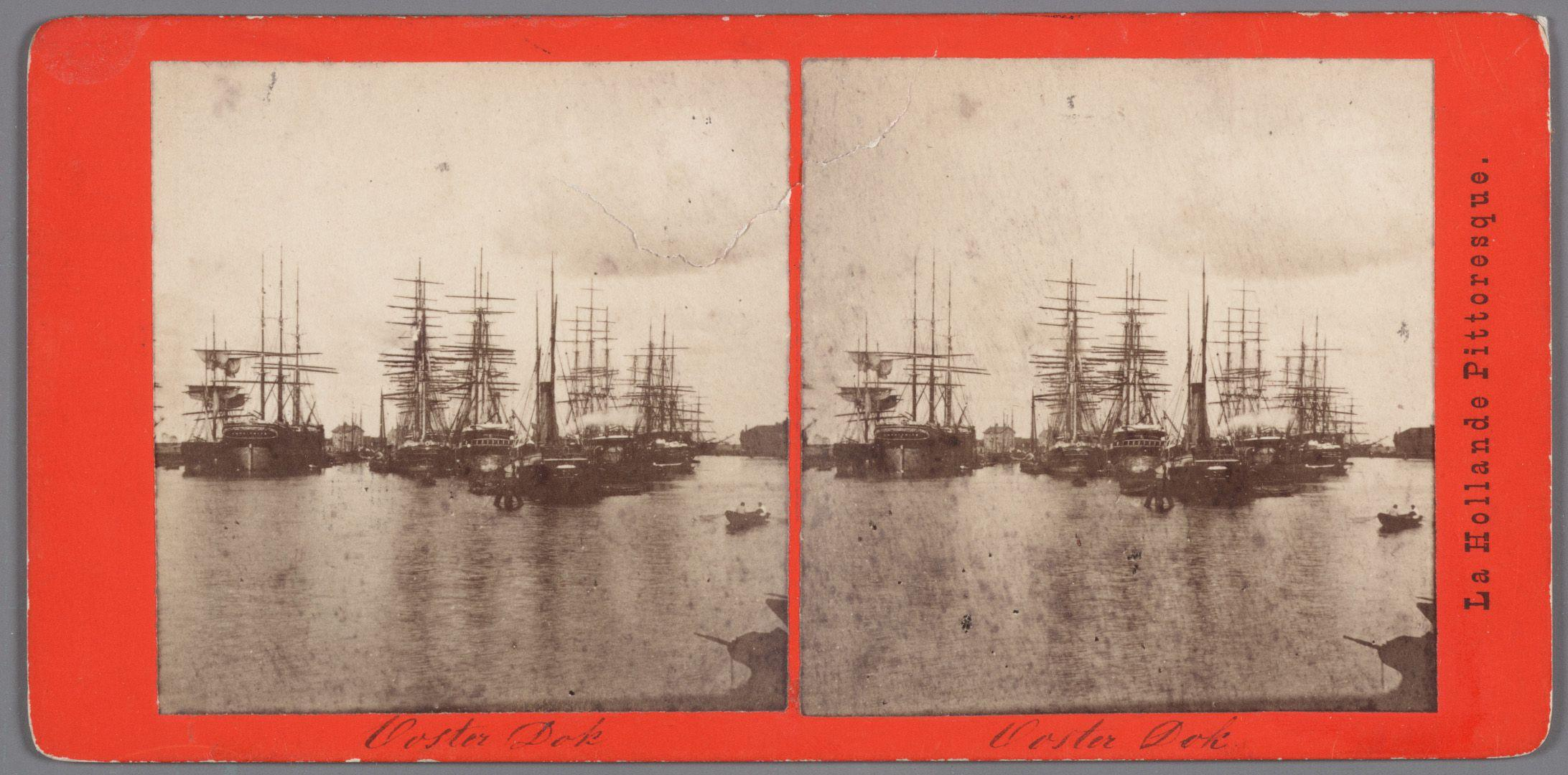
Segelschiffe im  Oosterdok (Stereofoto von A.T. Rooswinkel, ca. 1870).
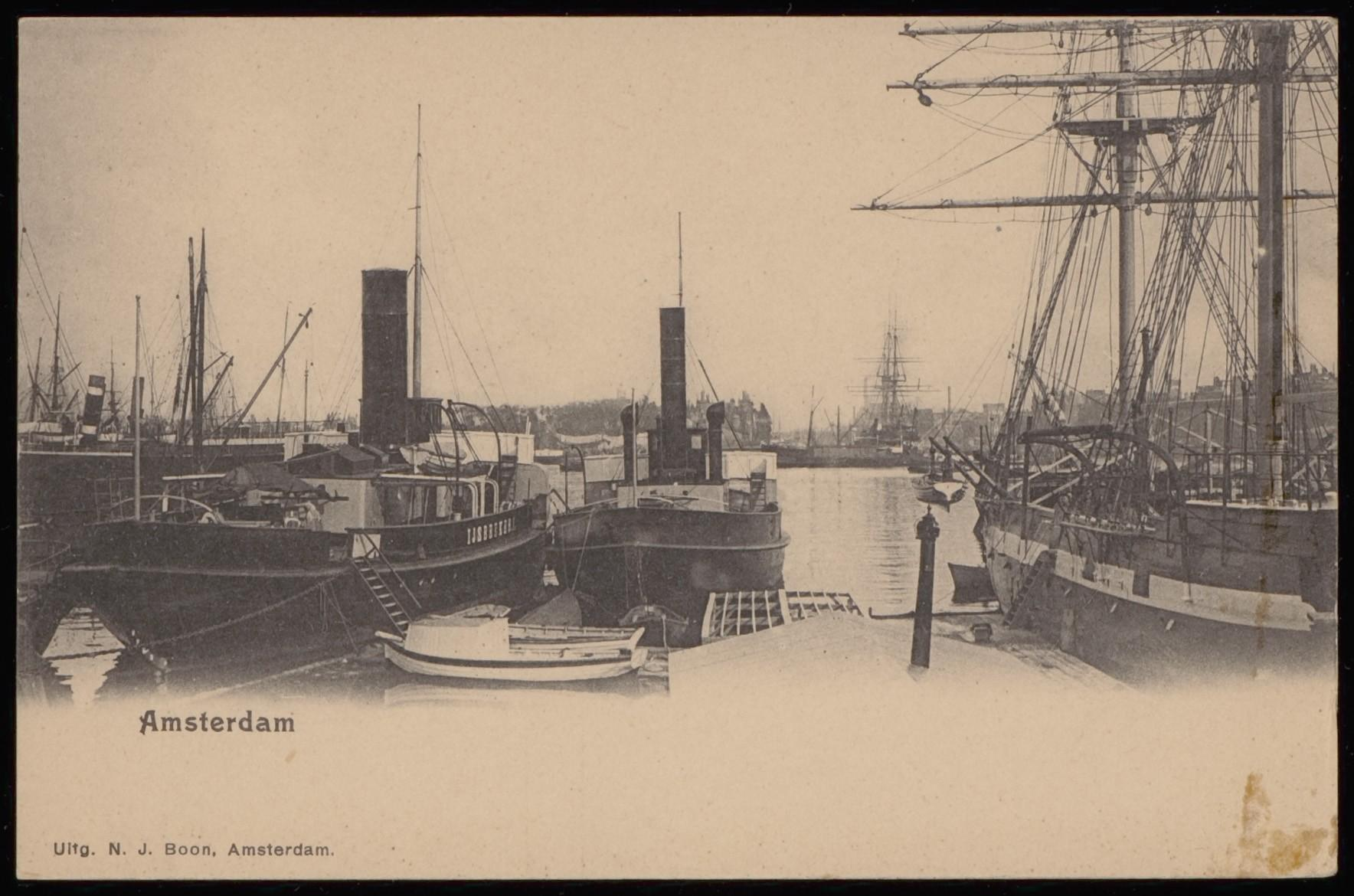
Zwei Eisbrecher und ein Dreimaster im Oosterdok (ca. 1900).
Oosterdok – gesehen vom früheren C.S. Post Gebäude (Bild von Fons Heijnsbroek, 2005).
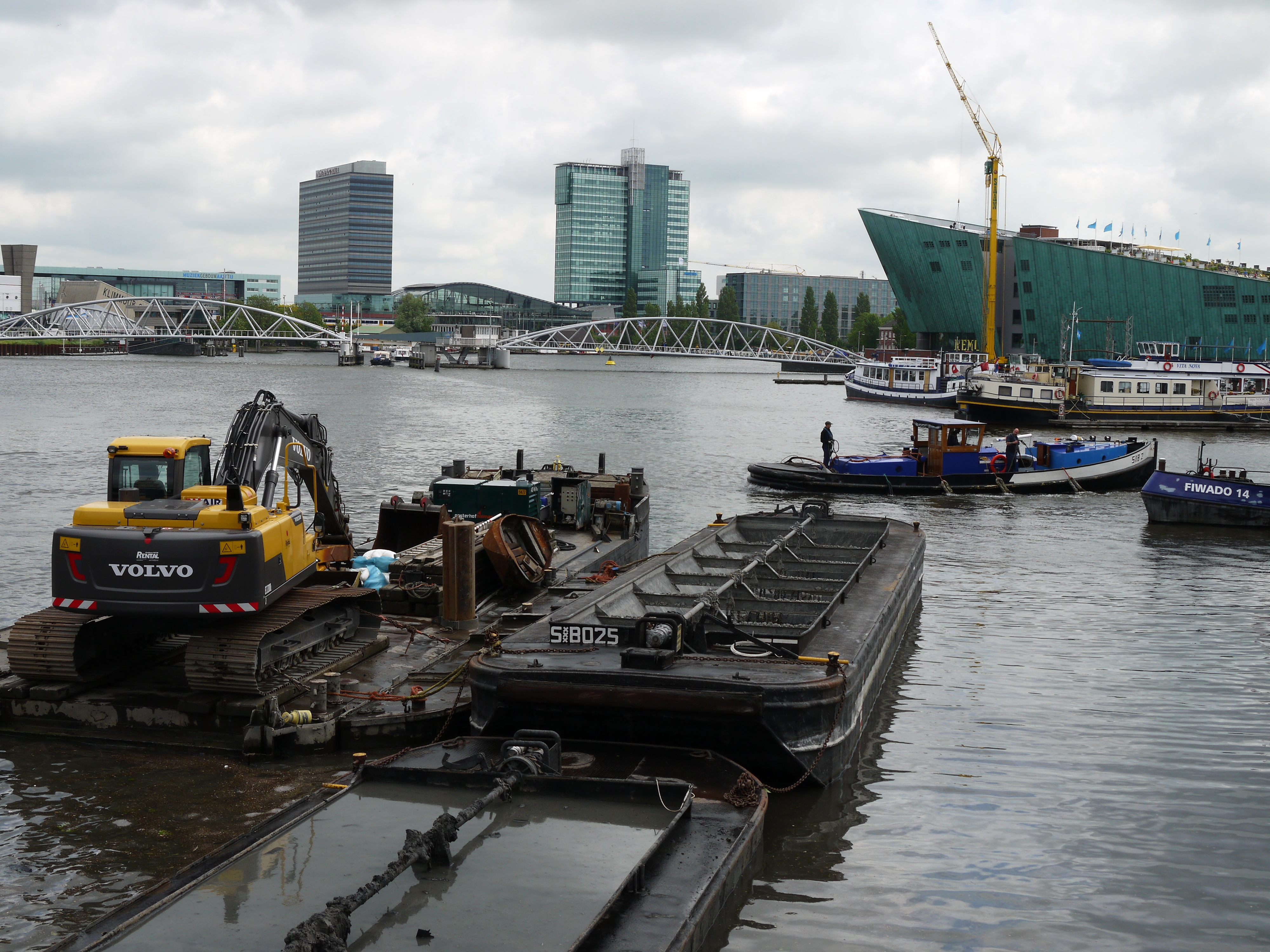
Baggerschiff im Oosterdok (Foto van Fons Heijnsbroek, 2013).
Oosterdok, links das Marineterrein (Foto van Husky, 2017).
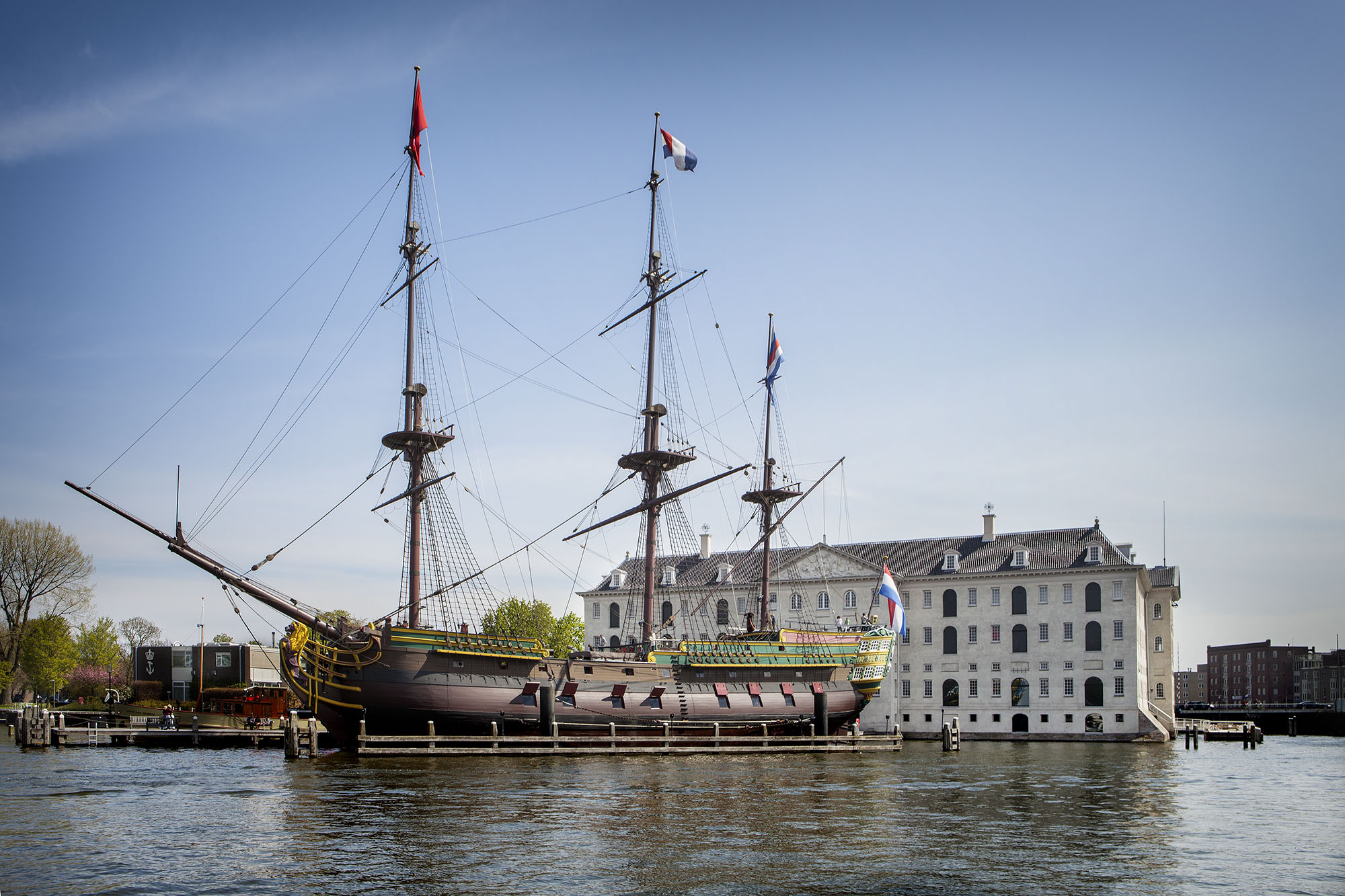
Nachbau des VOC-Schiffs Amsterdam